# Coregonus lavaretus
Il lavarello (Coregonus lavaretus), spesso conosciuto con il nome del genere coregone, è un pesce di acqua dolce appartenente alla famiglia dei Salmonidi dell'ordine degli Salmoniformes.

## Distribuzione e habitat
In Europa è diffuso nelle acque dolci in Gran Bretagna, Germania, Francia, Svizzera e Nord Italia, nonché nel Mar Baltico e nel Mare del Nord. Recenti ritrovamenti in Iran. 
In Italia è stato introdotto alla fine del XIX secolo, portato dai laghi elvetici; oggi è diffuso nei laghi laziali e nei grandi laghi prealpini.
Le popolazioni che vivono nella parte settentrionale dell'habitat hanno abitudini anadrome, mentre nel sud la specie popola soprattutto la parte centrale dei laghi.

## Descrizione
Ha un corpo allungato, affusolato, leggermente compresso ai fianchi. La testa è appuntita, la bocca piccola, i profili dorsale e ventrale leggermente convessi. La pinna dorsale è alta e breve, trapezoidale, così come le altre pinne. La coda fortemente forcuta. È presente la pinna adiposa. 

La livrea è argentea con riflessi verdi su dorso e fianchi, bianca sul ventre. 

Può raggiungere i 70 cm di lunghezza, ma la taglia più comune è di 30-40 cm.

## Riproduzione
L'accoppiamento e la deposizione avvengono all'inizio dell'inverno in zone con acque fluviali calme e basse. Le uova hanno un diametro di circa 2,5 mm. L'incubazione è molto lunga, circa 60 giorni, alla fine dei quali si schiudono delle piccole larve (11 mm) provviste di sacco vitellino. Lo sviluppo è molto lento, circa 2-3 mesi, in contrapposizione al periodo successivo, estremamente veloce, che porta ad una maturità sessuale nel giro di 1-2 anni.

## Alimentazione
Si nutre prevalentemente di zooplancton.

## Pesca
È un pesce ricercato per la qualità elevata delle sue carni. Viene catturato prevalentemente con reti in quanto abbocca raramente agli ami.

## Nota tassonomica
La classificazione del genere Coregonus è molto controversa: sotto il binomio Coregonus lavaretus sono state riunite quasi tutte le popolazioni lacustri europee. Oggi si ha un approccio che va dal riunire le popolazioni in poche specie soggette ad ibridazione al descrivere una nuova specie per ogni lago. Nei laghi italiani non esistono specie autoctone del genere Coregonus.